# Merionoeda baoshana
Merionoeda baoshana là một loài bọ cánh cứng trong họ Cerambycidae.